# Nagari Simanau
Nagari Simanau is een bestuurslaag in het regentschap Solok van de provincie West-Sumatra, Indonesië. Nagari Simanau telt 1519 inwoners (volkstelling 2010).